# OS 117
OS 117 (nell'originale francese OSS 117), nome in codice di Hubert Bonisseur de La Bath, è un personaggio immaginario protagonista dell'omonima serie di romanzi di spionaggio edita in Italia dalla Arnoldo Mondadori Editore nella collana Segretissimo.
De La Bath è un agente segreto statunitense di origine francese, in servizio prima presso l'Office of Strategic Services (OSS), poi alla Central Intelligence Agency (CIA) e al National Security Council (NSC). I primi 87 romanzi sono stati scritti da Jean Bruce a partire dal 1949, mentre dopo la morte di quest'ultimo nel 1963 la serie è stata continuata prima dalla moglie per altri 143 volumi e poi dagli eredi per altri 24.
La serie è stata una delle prime del genere in Europa precedendo di quattro anni quella di James Bond e ha  venduto oltre 75 milioni di copie in tutto il mondo. È stata anche adattata per il cinema diverse volte a partire dagli anni cinquanta.

## Titoli
- OS 117: egitto missione B (Carte blanche pour OSS 117)
- OS 117: le spie muoiono a Tokio (Atout coeur à Tokyo)
- OS 117: baby-luna missione C (OSS 117 n'est pas aveugle)
- OS 117 Operazione Piramidi (Inch Allah)
- OS 117 ?... Qui Parigi... (OSS 117 ? Ici, Paris)
- OS 117: bersaglio luna (Pan dans la lune)
- OS 117 : colpo doppio a Bangkok (Double bang à Bangkok)
- OS 117 contro l'FBI (Plein gaz pour OSS 117)

## Adattamenti cinematografici e interpreti
Ivan Desny
- O.S.S. 117 non è morto (OSS 117 n'est pas mort), regia di Jean Sacha (1957)

Kerwin Mathews
- OSS 117 segretissimo (OSS 117 se déchaîne), regia di André Hunebelle (1963)
- OSS 117 minaccia Bangkok (Banco à Bangkok pour OSS 117), regia di André Hunebelle (1964)

Frederick Stafford
- Oss 117 furia a Bahia (Furia à Bahia pour OSS 117), regia di André Hunebelle (1965)
- OSS 117 a Tokyo si muore (Atout cœur à Tokyo pour OSS 117), regia di Michel Boisrond (1966)

John Gavin
- Niente rose per OSS 117, regia di Renzo Cerrato, Jean-Pierre Desagnat e André Hunebelle (1968)

Luc Merenda
- OSS 117 prend des vacances, regia di Pierre Kalfon (1970)

Alan Scott
- OSS 117 tue le taon, regia di André Leroux – film TV (1971)

Jean Dujardin
- Agente speciale 117 al servizio della Repubblica - Missione Cairo (OSS 117: Le Caire, nid d'espions), regia di Michel Hazanavicius (2006)
- Agente speciale 117 al servizio della Repubblica - Missione Rio (OSS 117: Rio ne répond plus), regia di Michel Hazanavicius (2009)
- Agente speciale 117 al servizio della Repubblica - Allarme rosso in Africa nera (OSS 117: Alerte rouge en Afrique noire), regia di Nicolas Bedos (2021)